# Guds tre flickor
Guds tre flickor är en TV-serie från 2009, skapad av Johan Kindblom och Tomas Tivemark. Regi av Leif Lindblom.
Serien handlar om de tre vännerna Denise, Lo och Jenny som känt varandra sedan de var barn och som trots sina olikheter fortfarande är vänner. De bevakas ständigt av Gud som utsätter dem för prövningar för att se hur de väljer att lösa dessa.
Serien visades på SVT under 2009 och 2010 i 12 avsnitt. Därefter har den även repriserats.

## Rollista
| Skådespelare            | Rollfigur                | Avsnitt       |
| ----------------------- | ------------------------ | ------------- |
| Suzanne Reuter          | Gud                      | 1–12          |
| Matilda Andersson       | Denise                   | 1–12          |
| Agnes Westerlund Rase   | Lo                       | 1–12          |
| Karolina Åkerman        | Jenny                    | 1–12          |
| Jacob Ericksson         | Anders, Los pappa        | 1–8,10–12     |
| Sofia Ledarp            | Fröken Eva               | 1–8,10–12     |
| Anja Lundqvist          | Rektorn                  | 1,4,6,7,12    |
| Joel Opazo Melin        | Ralf                     | 2,3,7,11,12   |
| Herman Källå            | Olle                     | 8             |
| Alexander Gardsäter     | Jens, Jennys lillebror   | 3,6,8,9,11,12 |
| Arvid Gustafsson        | Sebastian                | 2,3           |
| Filip Gisslén           | Måns                     | 5–9           |
| Fabian Bernhardson      | Gustav                   | 1–5,7         |
| Louise Appelgren        | Amanda                   | 1–3,9,11      |
| Annika Olsson           | Marianne, Denises mamma  | 1–6,9–12      |
| Claes Malmberg          | Rolf, Denises styvpappa  | 3,5,10–12     |
| Johan Paulsen           | Erik, Jennys pappa       | 3,6,8–12      |
| Anna Lindholm Rosendahl | Susanna, Jennys mamma    | 3,6,8–12      |
| Michael Segerström      | Lennart, Anders chef     | 3–5,11        |
| Anne-Li Norberg         | Karin, Richard/Ralfs mor | 1–3,11        |
| Dennis Önder            | Henrik, SO-lärare        | 1,7,9,12      |
| Robert Jelinek          | Gymnastiklärare          | 9             |
| Anna-Lena Hemström      | Marit, dramalärare       | 11,12         |
| Nils Moritz             | Luigi, pizzeriaägare     | 2,4,9,12      |
| Daniel Götschenhjelm    | Guds terapeut            | 9             |
| Marcus Obligado         | Richard                  | 1,2           |
| Joel Lützow             | Morgan                   | 2,3,6,11      |
| Carla Sehn              | Carina                   | 1,4,6,8,10    |
| Aram Shokor             | Marc                     | 1,4,7,9,12    |
| Maryan Bravo            | Hedda                    | 2,3,5,6,12    |
| Clara Carlberg          | Ulrika                   | 2,3           |
| Hampus Björck           | Mårten                   | 4,9           |
| Karin Hedberg           | Carinas mamma            | 8,10          |
| Albert Svanberg         | Sig själv                | 11            |
| Andreas Nilsson         | Berättarröst             | 1–12          |